# Бреев, Николай Николаевич
Николай Николаевич Бреев (27 января 1934, Люблино (ныне — в черте Москвы), СССР — 3 марта 1988, Черновцы, Украинская ССР, СССР) — советский футболист и тренер, выступавший на позиции защитника. После завершения карьеры игрока стал футбольным тренером, а впоследствии и арбитром. Провёл более 175 официальных матчей в составе различных команд. В течение девяти сезонов в качестве футбольного арбитра, обслуживал матчи чемпионата и Кубка СССР.

## Биография
В 1955 году выступал в защите запорожского «Металлурга». За сезон провел 26 матчей (1 гол). Военную службу проходил в рядах львовской команды СКВО (Львов). За три года сыграл 90 матчей, в которых 6 раз отличился в воротах соперников. В начале 60-х защищал цвета черновицкого «Авангарда», за который провел 63 матча и забил 2 мяча. С 1965 по 1967 год был одним из тренеров команды из Черновцов. Долгое время был директором детско-юношеской спортивной школы № 2 г. Черновцы.
В 1973 начал арбитраж поединков чемпионата СССР. 27 сентября 1973 дебютировал как главный арбитр. С 28 апреля 1980 года — судья всесоюзной категории. В течение девяти сезонов обслуживал матчи чемпионата и Кубка СССР. Провел в качестве главного рефери 54 встречи, а в 66 матчах был боковым судьей. 9 мая 1981 ассистировал Мирославу Ступару в финале Кубка СССР. После матча бригаду арбитров за высококвалифицированное судейство лично поздравил президент ФИФА Жоао Авеланж.
Ушёл из жизни в марте 1988 года.

### Память
С начала 90-х годов прошлого века в Черновцах проходит ежегодный футбольный турнир, посвященный памяти Николая Николаевича Бреева.